# Villegly
Villegly  ist eine französische Gemeinde mit etwa 1227 Einwohnern (Stand 1. Januar 2022) im Département Aude in der Region Okzitanien. Sie gehört zum Arrondissement Carcassonne und zum Kanton Le Haut-Minervois.

## Nachbargemeinden
Nachbargemeinden von Villegly  sind  Villeneuve-Minervois im Norden, Villarzel-Cabardès im Südosten, Bagnoles im Westen und Sallèles-Cabardès im Nordwesten.

## Bevölkerungsentwicklung
| Jahr      | 1962 | 1968 | 1975 | 1982 | 1990 | 1999 | 2013 |
| Einwohner | 524  | 514  | 449  | 532  | 611  | 747  | 1083 |